# Blast from Your Past
Albums de Ringo Starr
Goodnight Vienna
(1975) Ringo's Rotogravure
(1976)
Blast From Your Past est la première compilation de la carrière solo de Ringo Starr, ancien batteur des Beatles. Cette compilation a pour particularité de parcourir la période de sa carrière la plus remplie de succès. Après ce disque, une véritable descente aux enfers commencera pour lui.[réf. nécessaire]

## Liste des pistes et albums d'origine
1. You're Sixteen - de Ringo
2. No No Song - de Goodnight Vienna
3. It Don't Come Easy - single *
4. Photograph - de Ringo
5. Back Off Boogaloo - single
6. Only You (And You Alone) - de Goodnight Vienna
7. Beaucoups of Blues - de Beaucoups of Blues
8. Oh My My - de Ringo
9. Early 70 - face B de It Don't Come Easy *
10. I'm the Greatest - de Ringo

* Parus sur la réédition CD de l'album Ringo en 1991.

## Classement Charts
- UK : non classé
- US : 30e place

## Autres compilations
- Starr Struck: Best of Ringo Starr, Vol. 2 (1989)
- The Anthology... So Far (2001)
- Photograph: The Very Best of Ringo (2007)
- Ringo 5.1: The Surround Sound Collection (2008)